# Sarnów (Toszek)
Sarnów (deutsch: Sarnau) ist ein Ort in der Stadt- und Landgemeinde Toszek im Powiat Gliwicki der Woiwodschaft Schlesien in Polen.

## Geographie
Nachbarorte von Sarnów sind Świbie (Schwieben), Dąbrówka (Dombrowka) und Toszek (Tost).

## Geschichte
Sarnau wurde erstmals 1256 erwähnt. Der Ortsname leitet sich wahrscheinlich von einem Personennamen ab.

## Sehenswürdigkeiten
- Kapelle des böhmischen Landesheiligen Johannes Nepomuk aus dem Jahr 1920.
- Kreuze aus den Jahren 1881 und 1886

## Persönlichkeiten
- Monika Szczęsna (* 1987), Leichtathletin.